# Робін Мілнер
Артур Джон Робін Ґорел Мілнер (англ. Arthur John Robin Gorell Milner; нар.13 січня 1934 р. у Ялмптоні (Плімут, Англія) — пом.20 березня 2010 р. у Кембриджі, Англія) — видатний англійський математик та науковець в галузі інформатики.

## Біографія
Робін Мілнер народився у Ялмптоні, що біля Плімуту (Англія), у родині військових. З 1947 року навчався в ітонському коледжі, після чого у 1952—1954 рр. проходив військову службу в інженерних військах британської армії (англ. Royal Engineers).
У 1959 році працював шкільним вчителем в Лондоні, після чого три роки був програмістом в компанії Ferranti (з 1960 року). В 1963 році одружився та перейшов до міського університету Лондона (англ. City University London) де викладав математику та зацікавився проблемою штучного інтелекту. З початку 1971 року Мілнер працював з Джоном Маккарті у Стенфорді. В 1973 році залишив сполучені штати та перейшов до единбурзького університету де працював до 1994 року та був одним із засновників лабораторії основ інформатики LFCS (англ. Laboratory for Foundations of Computer Science). 1991 року Мілнер отримав премію Тюрінга за свої наукові досягнення та в 1995 році перейшов до кембріджського університету, де займав посаду голови комп'ютерної лабораторії (англ. Computer Laboratory) у 1996—1999 рр.

## Наукові досягнення
Мілнер розробив одну з найперших програм для автоматичного доведення під назвою LCF (англ. Logic for Computable Functions), для чого він також створив мову програмування ML (англ. Meta-Language) з механізмом виводу типів виразів, т. зв. алгоритм Гіндлі — Мілнера.